# Hand to Mouth
"Hand to Mouth", cuya traducción significa vivir precariamente, es una canción escrita por George Michael, grabada para su álbum debut solista de 1987, Faith. Era el lado B del sencillo Faith, que fue el sencillo más vendido del año 1988 en los Estados Unidos.
La canción es conocida por sus motivaciones políticas y la gratitud de Michael a América. El estado de ánimo de la canción es de baja intensidad en todas partes, a excepción de breves momentos de consuelo en el comienzo de cada coro.
"Hand to Mouth" cuenta sobriamente dos historias de vida negadas al sueño americano: uno que por fin llega a su cima y dispara a la gente, la otra, una mujer que no tiene a nadie a quien recurrir y se convierte en una prostituta. La crítica a la América de Reagan es fuerte aquí: 
"I believe in the gods of America.           Yo creo en los dioses de América

I believe in the land of the free.            creo en la tierra de la libertad

But no one told me                               pero nadie me dijo

that the gods believe in nothing,          que los dioses no creen en nada

so with empty hands I pray."                 por lo que con las manos vacías rezo
Esta canción tiene una de las más altas voces de Michael. Él dijo en su autobiografía que la canción estaba destinada a ser un sencillo que reemplace a su mayor éxito "Faith", pero debido a la publicidad negativa de sus amigos, abandonó la idea.
Esta después fue cantada por la cantante de folk y compositora estadounidense Joan Báez en su álbum Speaking of Dreams.

## Personal
- George Michael - vocales, producción
- Chris Porter - ingeniero
- Ian Thomas - batería
- Andy Duncan - percusones
- Shirley Lewis - coros
- Chris Cameron - órgano, piano, teclados
- Robert Ahwai - guitarra
- Deon Estus - bajos

- Datos: Q945719